# Хэцзян (уезд)
Хэцзя́н (кит. упр. 合江, пиньинь Héjiāng, буквально: «слияние рек») — уезд городского округа Лучжоу провинции Сычуань (КНР).

## История
Уезд был образован при империи Северная Чжоу в 564 году.
В январе 1950 года был образован Специальный район Лусянь (泸县专区), и уезд вошёл в его состав. В декабре 1952 года Специальный район Лусянь был переименован в Специальный район Лучжоу (泸州专区). В августе 1960 года Специальный район Лучжоу был расформирован, входившие в его состав административные единицы были переданы в состав Специального района Ибинь (宜宾区专).
В 1970 году Специальный район Ибинь был переименован в Округ Ибинь (宜宾地区). В 1983 году город Лучжоу и уезды Лусянь, Наси и Хэцзян были выделены в отдельный городской округ Лучжоу.

## Административное деление
Уезд Хэцзян делится на 25 посёлков и 2 волости.